# Lake Panasoffkee
Lake Panasoffkee es un lugar designado por el censo ubicado en el condado de Sumter en el estado estadounidense de Florida. En el Censo de 2010 tenía una población de 3.551 habitantes y una densidad poblacional de 344,92 personas por km².

## Geografía
Lake Panasoffkee se encuentra ubicado en las coordenadas 28°47′1″N 82°8′7″O / 28.78361, -82.13528. Según la Oficina del Censo de los Estados Unidos, Lake Panasoffkee tiene una superficie total de 10.3 km², de la cual 10.27 km² corresponden a tierra firme y (0.28%) 0.03 km² es agua.

## Demografía
Según el censo de 2010, había 3.551 personas residiendo en Lake Panasoffkee. La densidad de población era de 344,92 hab./km². De los 3.551 habitantes, Lake Panasoffkee estaba compuesto por el 95.27% blancos, el 1.46% eran afroamericanos, el 0.28% eran amerindios, el 0.79% eran asiáticos, el 0.03% eran isleños del Pacífico, el 0.82% eran de otras razas y el 1.35% pertenecían a dos o más razas. Del total de la población el 2.31% eran hispanos o latinos de cualquier raza.